# Jaume Pérez Montaner

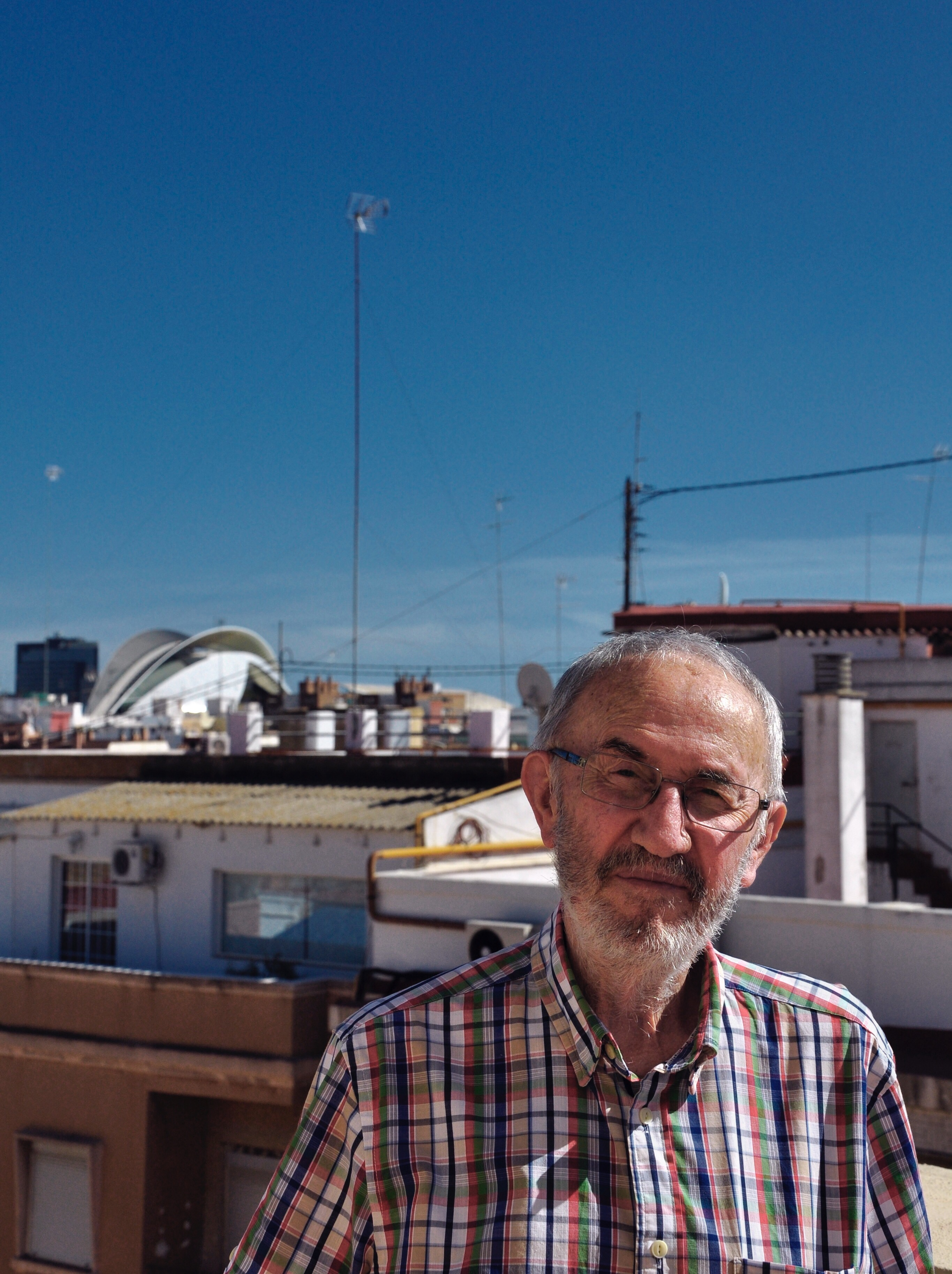
Jaume Pérez Montaner

Jaume Pérez Montaner (Alfaz del Pi, Alicante, 1938) es un poeta y ensayista español que esribe en valenciano.

## Biografía
Licenciado en Filosofía y Letras por la Universidad de Valencia, ha sido profesor en varias universidades de Estados Unidos. También ha sido profesor de la Universidad de Valencia en la que se jubiló.

## Trayectoria

### Poesía
Ha escrito varias compilaciones de poesía entre los cuales destacan “Máscaras” (1992), “Fronteras” (1994), “El olvido” (1996) y "Solatge" (2009). En 2014 publica "Geografías del olvido", una antología personal que recoge tanto poemas publicados en libros anteriores como poemas inéditos y otros reescritos o reconvertidos y "La casa vacía". En opinión del crítico literario Francesc Calafat, como poeta Pérez Montaner es un autor que "ha apostado por la integración de registros, tonos y lenguas, por las perplejidades del lenguaje, la obsesión del palimpsesto".

### Ensayo
Como ensayista ha escrito varios estudios sobre la obra de Vicent Andrés Estellés. Ha traducido autores como Wallace Stevens, Anne Sexton, William Sttaford, Barbara Kingsolver, Edgar Allan Poe o Edoardo Sanguinetti. Ha presidido la Asociación de Escritores en Lengua Catalana entre 1999 y 2007.